# 本特-奥克·古斯塔夫松
本特-奥克·古斯塔夫松（瑞典語：Bengt-Åke Gustafsson，1958年3月23日—），瑞典男子冰球运动员。他曾代表瑞典参加1992年冬季奥林匹克运动会冰球比赛，他也曾以教练身份出战2006年和2010年冬季奥运会。